# 青森県道218号栃棚手倉橋線
青森県道218号栃棚手倉橋線（あおもりけんどう218ごう とちたなてくらばしせん）は、青森県三戸郡新郷村から五戸町に至る一般県道である。

## 概要
新郷村戸来字上栃棚の国道454号交点から南へ分岐し、新郷温泉館入口で左折、新郷村と三戸町の境界付近を東に進み、五戸町手倉橋字南手倉橋で青森県道233号浅水南部線に合流する。

### 路線データ
- 起点：三戸郡新郷村大字戸来字栃棚[1]
- 終点：三戸郡五戸町大字手倉橋[1]

## 歴史
- 1961年（昭和36年）2月10日 - 県道に認定される[1]。

## 路線状況

### 重複区間
- 青森県道45号十和田三戸線 : 三戸郡新郷村西越 地内

### 冬季閉鎖区間
- 新郷村栃棚 - 新郷村上横沢[2]（11月下旬 - 4月下旬）

## 地理
- 三戸郡
  - 新郷村
  - 三戸町[3]
  - 五戸町

### 交差する道路
- 国道454号（三戸郡新郷村大字戸来字栃棚、起点）
- 青森県道45号十和田三戸線（三戸郡新郷村西越地内）
- 青森県道233号浅水南部線（三戸郡五戸町大字手倉橋、終点）

### 沿線の施設など
- 新郷温泉館（温泉入口）
- 新郷村立野沢中学校
- 新郷村立西越小学校
- 新郷村役場 西越支所